# Stacey Roca
Stacey Roca (Southport, Inglaterra, 12 de septiembre de 1978) es una actriz británica, conocida principalmente por interpretar el papel de Rachel en la serie de televisión The Office en su versión británica y de Claudie Stephenson en Strictly Confidential.

## Filmografía

### Televisión
| Año  | Título                            | Papel                | Notas     |
| ---- | --------------------------------- | -------------------- | --------- |
| 2002 | The Office                        | Rachel               |           |
| 2003 | Burn It                           | Sue                  |           |
| 2004 | Merseybeat                        | Helen                |           |
| 2004 | Murder City                       | Megan Finch          |           |
| 2004 | Sex & Lies                        | Oficinista           | Telefilme |
| 2004 | Swiss Toni                        |                      |           |
| 2004 | Lie with Me                       | Joanna McCourt       | Telefilme |
| 2005 | M.I.T.: Murder Investigation Team | Mags Alderton        |           |
| 2005 | Doctors                           | Kelly Brookson       |           |
| 2005 | Walk Away and I Stumble           | Sammi                | Telefilme |
| 2005 | Holby City                        | Jackie Riley         |           |
| 2006 | Strictly Confidential             | Claudie Stephenson   |           |
| 2006 | Wild at Heart                     | Ruby Robson          |           |
| 2009 | Waking the Dead                   | Katrina 'Kat' Howard |           |
| 2010 | Ladies of Letters                 | Lesley Crabtree      |           |
| 2011 | White Van Man                     | Susan                |           |
| 2011 | Shameless                         | Alayha Marsh         |           |
| 2017 | Bull                              | Cecilia Novak        |           |
| 2017 | Mindhunter                        | Nancy Tench          |           |
| 2020 | The expanse                       | Lydia                |           |

### Cine
| Año  | Título                        | Papel       | Notas |
| ---- | ----------------------------- | ----------- | ----- |
| 2004 | Things To Do Before You're 30 | Gina Moncur |       |
| 2004 | The Sound of Silence          |             | Corto |
| 2007 | Schoolboy                     | Maestra     | Corto |
| 2009 | The Connoisseurs              | Letty       | Corto |